# Jeździec bez głowy (postać literacka)

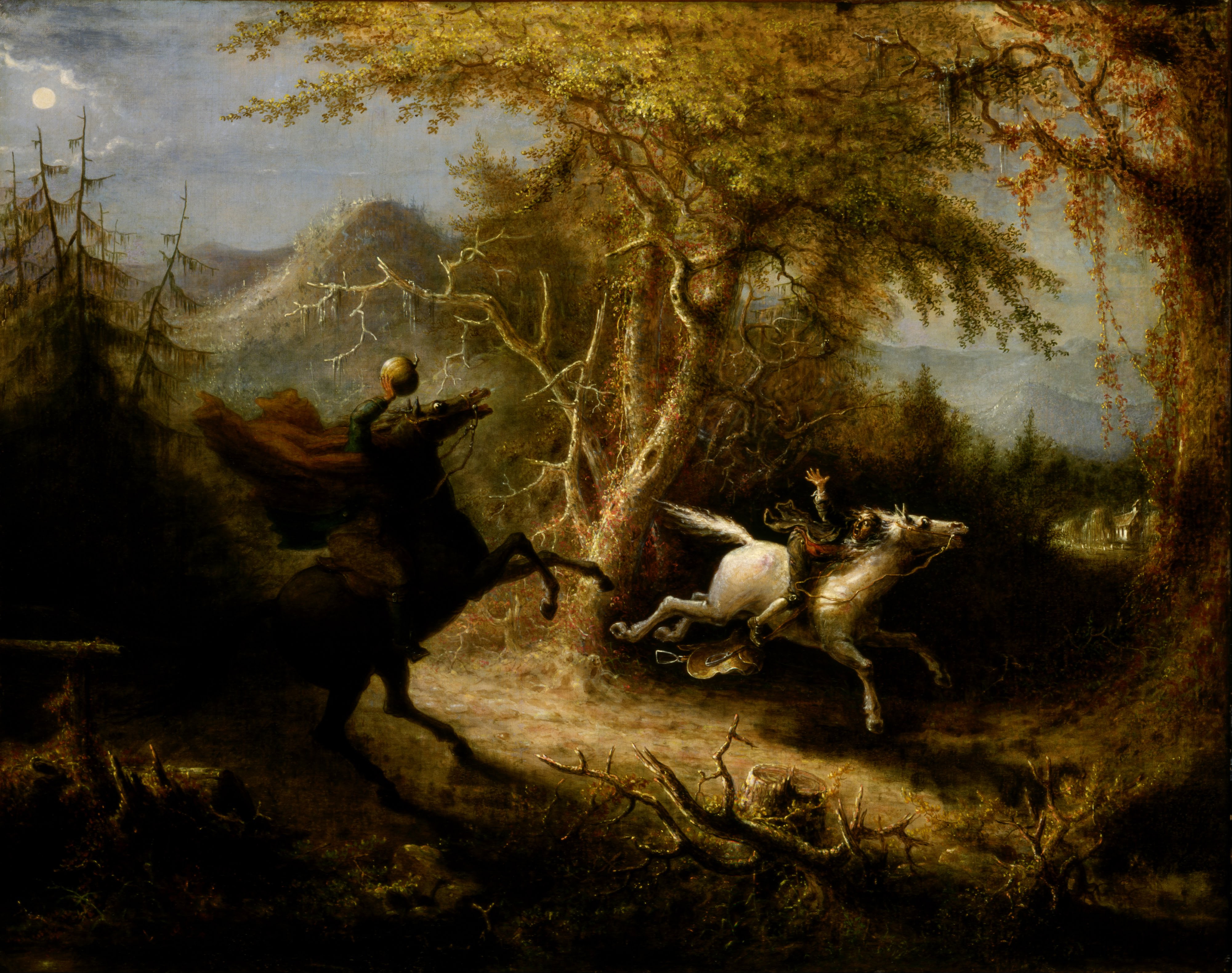
Obraz Jeździec bez głowy ścigający Ichaboda Crane’a autorstwa Johna Quidora (1858)

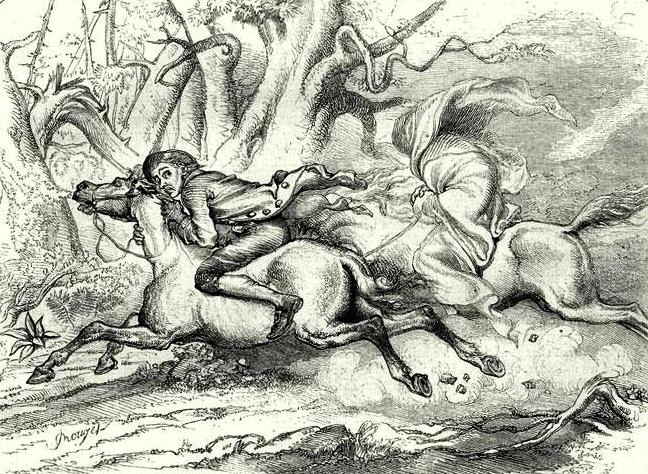
Rysunek F.O.C. Darleya (1849)

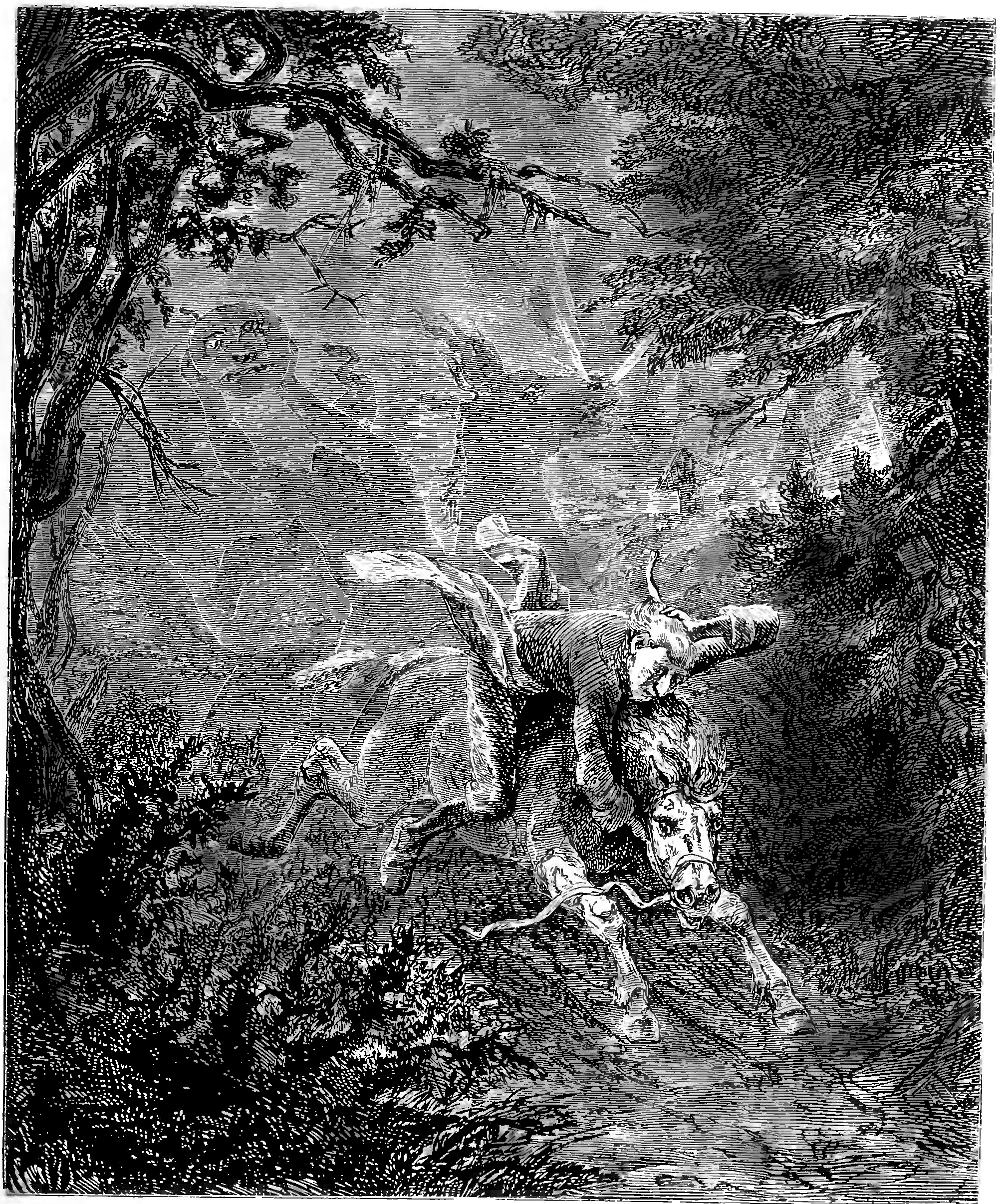
Rysunek Emanuela Leutzego (1864)

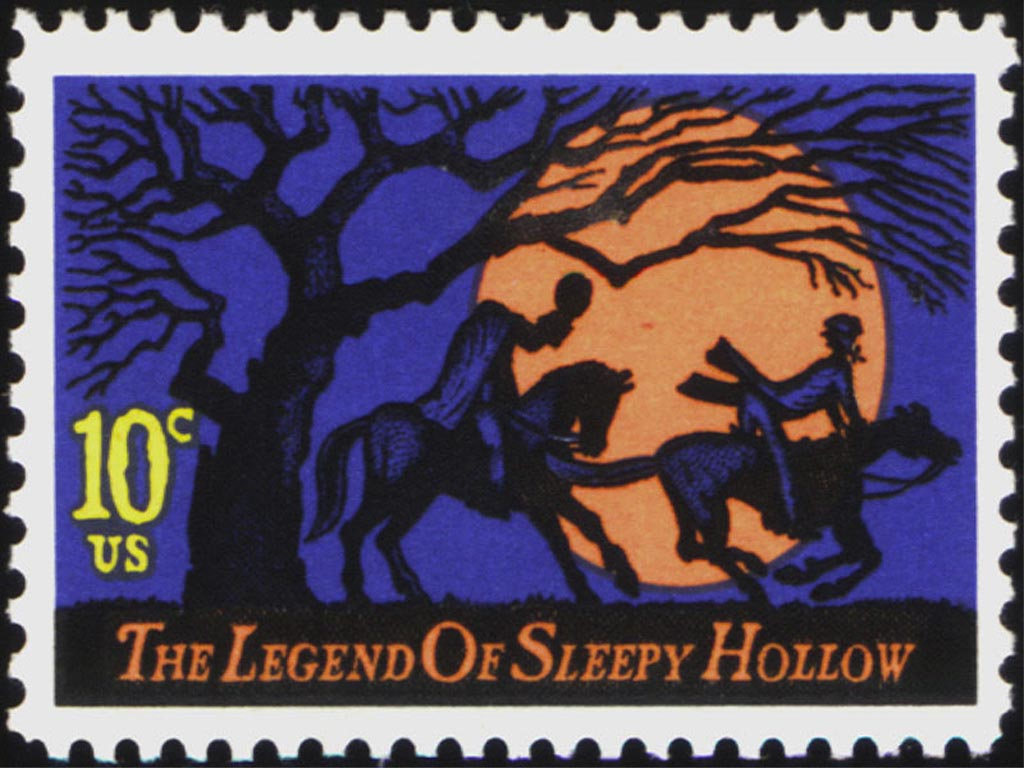
Amerykański znaczek pocztowy (1974)

Jeździec bez głowy (ang. The Headless Horseman) – postać literacka z opowiadania Legenda o Sennej Kotlinie z 1820 roku (ze zbioru Szkicownik), autorstwa amerykańskiego pisarza Washingtona Irvinga.
Opowiadanie Irvinga skupia się na Ichabodzie Cranie, który jest nauczycielem w miasteczku Tarrytown (stan Nowy Jork), niemniej pojawia się tam również opis Jeźdźca bez głowy zwanego także Galopującym Heseńczykiem, który według opowiadań mieszkańców miasteczka jest duchem żołnierza najemnej armii heskiej pozbawionym głowy przez pocisk armatni, który mu ją urwał w bezimiennej bitwie wojny o niepodległość Stanów Zjednoczonych. Niektórzy historycy twierdzą, że postać wymyślona przez Irvinga ma swoje oparcie w prawdziwej historii, która wydarzyła się podczas bitwy pod White Plains w październiku 1776 roku – pocisk z amerykańskiej armaty rozerwał głowę artylerzyście z Landgrafostwa Hesji-Kassel.

## Opis postaci
Potężny Jeździec owinięty peleryną nawiedza na czarnym koniu tytułową Senną Kotlinę (miejscowość Sleepy Hollow w stanie Nowy Jork), oddaloną od Tarrytown o dwie mile oraz pobliskie drogi, zwłaszcza w okolicy kościoła, gdyż według kronikarzy tych stron: 

(...) ciało żołnierza spoczywa na cmentarzu owego kościoła, toteż stamtąd duch wyrusza co noc na pole bitwy w poszukiwaniu swej głowy, pędzi zaś czasem przez kotlinę niby podmuch wichru dlatego, że się zapóźnił i śpieszno mu wrócić na cmentarz przed świtem.

 Crane’owi będącemu na przyjęciu u Baltusa Van Tassela opowiadano, że słyszano ostatnio kilka razy, gdy Jeździec patrolował okolicę i, jak utrzymywano, przywiązywał co noc konia wśród grobów na cmentarzu.

### Most
Bardzo ważnym miejscem dla ducha żołnierza jest drewniany most niedaleko kościoła przerzucony nad potokiem – tu najczęściej go spotykano: 

(...) stary Brouwer, zatwardziały heretyk, odrzucający wszelką wiarę w duchy, spotkał raz Jeźdźca powracającego z wyprawy do Sennej Kotliny i musiał wsiąść za nim na siodło; galopowali pono przez zarośla i gęstwiny, poprzez wzgórza i mokradła, aż dotarli do mostku, gdzie Jeździec zmienił się nagle w szkielet, wrzucił starego Brouwera do potoku i z hukiem grzmotu przeskoczył przez szczyty drzew.

 Brom Van Brunt zwany „Bromem Wielkoludem” opowiedział z kolei: 

(...) że pewnej nocy, gdy wracał z sąsiedniej osady Sing-Sing (Ossining), dopędził go ów nocny jeździec; że on, Brom, zaproponował duchowi wyścig o wazę ponczu i byłby go wygrał, bo Zuchwalec pobił na głowę upiornego konia, ale zaledwie dojechali do mostku przy kościele, Heseńczyk wyrwał naprzód i znikł w błysku ognia.

### Pojedynek
Ichabod Crane, wracając na białym koniu Piorunie z przyjęcia u Van Tassela, natknął się w lesie na Jeźdźca, który wiózł swoją głowę na łęku siodła i po szalonej gonitwie trafił nią w głowę Crane’a, który spadł z konia i zniknął, a Jeździec pomknął dalej. Następnego dnia znaleziono na miejscu upadku Crane’a jego kapelusz i rozbitą dynię.

## Podsumowanie
Washington Irving zasugerował, że Jeźdźcem mógł być konkurent Ichaboda Crane’a w staraniach o rękę Katarzyny Van Tessel – Brom Van Brunt, który wykorzystując legendę o duchu chciał przestraszyć nauczyciela i spowodować jego wyjazd z Tarrytown: 

Również i Brom Wielkolud, który wkrótce po zniknięciu rywala poprowadził tryumfalnie do ołtarza hożą Katarzynę, miał bardzo tajemniczą minę, ilekroć opowiadano historię Ichaboda, i zawsze wybuchał głośnym śmiechem na wzmiankę o dyni, co obudziło w niektórych osobach podejrzenia, iż wie on o tej sprawie więcej, aniżeli chce powiedzieć.